# Rhabdatomis mandana
Rhabdatomis mandana là một loài bướm đêm thuộc phân họ Arctiinae, họ Erebidae.